# The City (Vangelis)
The City is een studioalbum uit 1990 van Vangelis, zijn elfde 'artiestenalbum' onder die naam. Vangelis bevond zich tijdens de opnamen voornamelijk in Rome waar hij de opnamen bijwoonde van Bitter Moon van Roman Polański. Vangelis zou daar de filmmuziek bij componeren. Plaats van opname waren Hotel de la Ville in Rome en de Mega Studio in Parijs. The City is een conceptalbum met het stadse leven als thema. De stijl van de muziek op het album is niet onder één noemer te vangen, allerlei stijlen van new age tot jazz komen voorbij. Het album werd uitgegeven door Eastwest Records, een sublabel van Atlantic Records en verder WEA International. Het haalde geen plaats in de Nederlandse albumlijst.

## Musici
- Vangelis – toetsinstrumenten, (elektronische) percussie etc.
- Roman Polański – spreekstem
- Emanuelle Seigner – stem
- Kathy Hill – zang (5)
- Mikamo Yuko; Minura Rieko – zang (6) (7)

## Tracklist
| Nr. | Titel           | Duur |
| --- | --------------- | ---- |
| 1.  | Dawn            | 4:16 |
| 2.  | Morning Papers  | 3:55 |
| 3.  | Nerve Centre    | 5:30 |
| 4.  | Side Streets    | 4:12 |
| 5.  | Good to See You | 6:51 |
| 6.  | Twilight        | 4:57 |
| 7.  | Red Lights      | 3:55 |
| 8.  | Procession      | 9:33 |